# Orde van het Witte Kruis

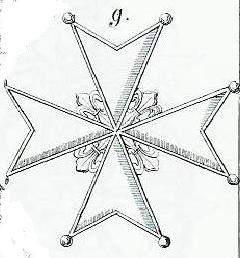
Het kruis van de Orde

De Orde van het Witte Kruis werd door Maximilian Gritzner genoemd als een in 1814 ingestelde ridderorde van het in dat jaar opnieuw onafhankelijk geworden Groothertogdom Toscane. De orde zou voor dapperheid  zijn verleend. Hij merkt op dat hij daarover geen bijzonderheden kan geven. Toscane bezat als groothertogdom een aantal ridderorden.
Het kruis heeft volgens de door Ackermann gebruikte tekening de vorm van een kruis van Malta. Op de acht punten zijn kleine ballen aangebracht. In de armen van het kruis liggen gestileerde kleine lelies.
Het Groothertogdom Toscane werd in 1860 door het koninkrijk Sardinië geannexeerd en werd later deel van het koninkrijk Italië. De Toscaanse orden werden dynastieke of Huisorden van de in ballingschap gestuurde regerende familie, een zijtak van het in Oostenrijk nog tot 1918 regerende keizerlijke huis Habsburg-Lotharingen.